# Giorgio Belladonna
Giorgio Belladonna (7. června 1923 Řím – 12. května 1995 tamtéž) byl italský hráč bridže. Byl dlouhá léta světovou jedničkou podle World Bridge Federation a byl zařazen na seznam nejlepších hráčů historie The Bridge Immortals.
Zpočátku se věnoval fotbalu, bridž začal hrát až ve věku 21 let. Původním zaměstnáním byl úředník správy sociálního zabezpečení, pak začal hrát profesionálně. Byl členem italského Blue Teamu, s nímž získal třináct titulů mistra světa na Bermuda Bowls (1957, 1958, 1959, 1961, 1962, 1963, 1965, 1966, 1967, 1969, 1973, 1974 a 1975) a tři na bridžové olympiádě (1964, 1968 a 1972). Desetkrát byl mistrem Evropy (1956, 1957, 1958, 1959, 1965, 1967, 1969, 1971, 1973 a 1979). V letech 1967 až 1970 se účastnil seriálu bridžových exhibic, který pořádal Omar Sharif. Kariéru ukončil v roce 1983.
Jako bridžový teoretik vytvořil systém Roman Club a vydal knihy Dentro il Bridge con Belladonna a Imparate il bridge con me. Je po něm pojmenována hra Belladonna coup.